# الشركة الوطنية للإسكان
NHC؛ (الشركة الوطنية للإسكان سابقاً) تأسست NHC أواخر عام 2016 م وذلك بالأمر الملكي رقم 7262 وتاريخ 8/2/1437 هـ لتكون الذراع الاستثماري لمبادرات وبرامج وزارة البلديات والإسكان في القطاع العقاري. كجزء من أعمال تطوير الاستثمارات المحلية والإقليمية ضمن مستهدفات رؤية السعودية 2030.

## الخط الزمني
- 2016: تأسيس الشركة وإدراجها تحت مظلة وزارة البلديات والإسكان كذراع استثماري لمبادرات ومشاريع القطاع العقاري والسكني والتجاري.
- 2020: انتقال ملكية الشركة الوطنية للإسكان بالكامل للدولة، كجزء من الاستثمارات المحلية والإقليمية وأحد مستهدفات رؤية السعودية 2030، وتولت الشركة الوطنية للإسكان تنمية المعروض العقاري بإطلاق مشاريع سكنية نوعية في مختلف مناطق المملكة.
- 2024: ارتقت الشركة بأثر ملموس في خدمة قطاع الإسكان، وذلك بسبب سعيها المستمر في تحقيق مستهدفات رؤية 2030 برفع نسبة التملك للمواطنين إلى 70% بحلول عام 2030م.
- نوفمبر 2024: أعلن عن تدشين الهوية الجديدة للشركة تحت شعار "حياة نبنيها"، وذلك خلال افتتاح معرض سيتي سكيب 2024.[2][3]

## الشركات التابعة
- NHC لخدمات الإسكان
- NHC لإدارة الأصول
- NHC لخدمات التمويل
- مؤسسة الإسكان التنموي (سكن)[1]

## مشاريع التطوير العقاري

### الوجهات السكنية
| اسم المشروع | المنطقة         | الموقع                                          | الوصف                                                                                      |
| خزام        | الرياض          | شمال مدينة الرياض - طريق الملك سلمان            | توفر 50,000 وحدة سكنية بمساحات وتصاميم متنوعة كما تقع مساحة تتجاوز 30,000,000 ألف متر مربع |
| الفرسان     | الرياض          | شمال شرق مدينة الرياض                           | توفر 50,000 وحدة سكنية بمساحات وتصاميم متنوعة كما تقع مساحة تتجاوز 35,000,000 ألف متر مربع |
| سدايم       | جدة             | شمال أبحر بالقرب من خليج الملك سلمان            | توفر 8600 وحدة سكنية بمساحات وتصاميم متنوعة كما تقع مساحة تتجاوز 3,811,099 ألف متر مربع    |
| الدار       | المدينة المنورة | تقع على بعد 7 كيلومترات من المسجد النبوي الشريف | توفر 6831 وحدة سكنية بمساحات وتصاميم متنوعة كما تقع مساحة تتجاوز 1,540,407 ألف متر مربع    |
| الواجهة     | الدمام          | تقع عند المدخل الغربي لمدينة الدمام             | توفر 22,000 وحدة سكنية بمساحات وتصاميم متنوعة كما تقع مساحة تتجاوز 9,833,696 ألف متر مربع  |
| الجوهرة     | جدة             | شمال جدة على طريق الحرمين السريع                | توفر 7000 وحدة سكنية بمساحات وتصاميم متنوعة كما تقع مساحة تتجاوز 2,000,000 ألف متر مربع    |
| السديم      | خميس مشيط       | تقع على بعد 30 دقيقة عن مطار أبها الدولي        | توفر 5068 وحدة سكنية بمساحات وتصاميم متنوعة كما تقع مساحة تتجاوز 4,988,090 ألف متر مربع    |
| خيالا       | جدة             | شمال شرق مدينة جدة                              | توفير 3668 وحدة سكنية بمساحات وتصاميم متنوعة كما تقع على مساحة تتجاوز 1,547,137 متر مربع   |

| أسم المشروع | المنطقة         | الموقع                | الوصف                                                                                      | المستفيدون                                              |
| الأصالة     | الرياض          | جنوب غرب مدينة الرياض | توفر 3500 وحدة سكنية بمساحات وتصاميم متنوعة كما تقع على مساحة تتجاوز 3858862 ألف متر مربع. | الأسر المستفيدة من برنامج "سكني" التابع لوزارة الإسكان. |
| قمرة        | محافظة القطيف   | مدينة صفوى            | توفر 2760 وحدة سكنية بمساحات وتصاميم متنوعة كما تقع مساحة تتجاوز 1411279 ألف متر مربع.     | الأسر المستفيدة من برنامج "سكني" التابع لوزارة الإسكان. |
| السدن       | جدة             | جنوب مدينة جدة        | توفر 7850 وحدة سكنية بمساحات وتصاميم متنوعة كما تقع مساحة تتجاوز 4614795 ألف متر مربع      | الأسر المستفيدة من برنامج "سكني" التابع لوزارة الإسكان. |
| المشرقية    | الرياض          | شرق مدينة الرياض      | توفر 3701 وحدة سكنية بمساحات وتصاميم متنوعة كما تقع مساحة تتجاوز 3274445 ألف متر مربع      | الأسر المستفيدة من برنامج "سكني" التابع لوزارة الإسكان. |
| المكيمن     | المدينة المنورة | وسط المدينة المنورة   | توفر 5813 وحدة سكنية بمساحات وتصاميم متنوعة كما تقع مساحة تتجاوز 3,544,000 ألف متر مربع    | الأسر المستفيدة من برنامج "سكني" التابع لوزارة الإسكان. |
| تبوك فالي   | تبوك            | طريق الملك فيصل       | توفر 1106 وحدة سكنية بمساحات وتصاميم متنوعة كما تقع مساحة تتجاوز 145,000 ألف متر مربع      | الأسر المستفيدة من برنامج "سكني" التابع لوزارة الإسكان. |

| أسم المشروع | المنطقة | الموقع             | الوصف                                                                                   |
| مرسية       | الرياض  | شمال مدينة الرياض  | توفر 5229 وحدة سكنية بمساحات وتصاميم متنوعة كما تقع مساحة تتجاوز 2,728,611 ألف متر مربع |
| ميلاء       | جدة     | شمال شرق مدينة جدة | توفير 844 وحدة سكنية بمساحات وتصاميم متنوعة كما تقع على مساحة تتجاوز 400,000 متر        |
| رواء        | الرياض  | شمال مدينة الرياض  | توفر 1060 وحدة سكنية بمساحات وتصاميم متنوعة كما تقع مساحة تتجاوز 783,418 ألف متر مربع   |

## وصلات خارجية
- الموقع الرسمي
- لينكد إن للشركة الوطنية للإسكان